# 1990-е годы в экономике России

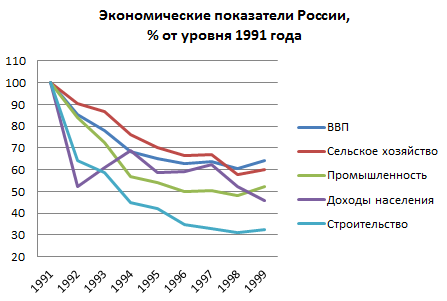
Динамика экономических показателей России в 1991—1999 годах, в % к уровню 1991 года

В 1990-х годах экономика бывшего Советского Союза (РСФСР), а затем и России, пережила глубокий спад, сопровождавшийся всплеском инфляции, снижением инвестиций, нарастанием внешнего долга, бартеризацией экономики, уменьшением доходов населения и многими другими негативными явлениями. В этот период проводился ряд экономических реформ, в том числе либерализация цен и внешней торговли, массовая приватизация. Одним из результатов реформ стал переход экономики страны от плановой к рыночной. В 1990-е годы определился и рост разрыва в экономическом развитии регионов страны.

## Хронология

### 1991 год
- Январь — «павловская» денежная реформа
- Март — принят закон «О конкуренции и ограничении монополистической деятельности на товарных рынках»
- Апрель — зарегистрирован банк «Югорский»
- 3 июля — Верховный совет РСФСР принял закон «О приватизации государственных и муниципальных предприятий в РСФСР»[2].
- Октябрь — на V Съезде народных депутатов РСФСР президент России Борис Ельцин объявил о проведении в России радикальных экономических реформ
- Ноябрь — председателем Госкомимущества назначен Анатолий Чубайс
- 19 декабря — постановление правительства РСФСР № 55 «О мерах по либерализации цен».
- 29 декабря — изданы «Основные положения программы приватизации государственных и муниципальных предприятий в Российской Федерации в 1992 году»
- Декабрь — постановление правительства России о реорганизации колхозов и совхозов в любую стандартную форму ассоциаций

### 1992 год
- 2 января — либерализация цен, начало галопирующего роста цен
- 29 января — указ о свободе торговли
- 11 июня — постановлением Верховного Совета Российской Федерации № 2980-I утверждена «Государственная программа приватизации государственных и муниципальных предприятий в Российской Федерации на 1992 г»[3].
- Июль — Верховный совет России назначил В. В. Геращенко на пост главы ЦБ РФ
- Август — указ президента России «О введении системы приватизационных чеков в Российской Федерации»

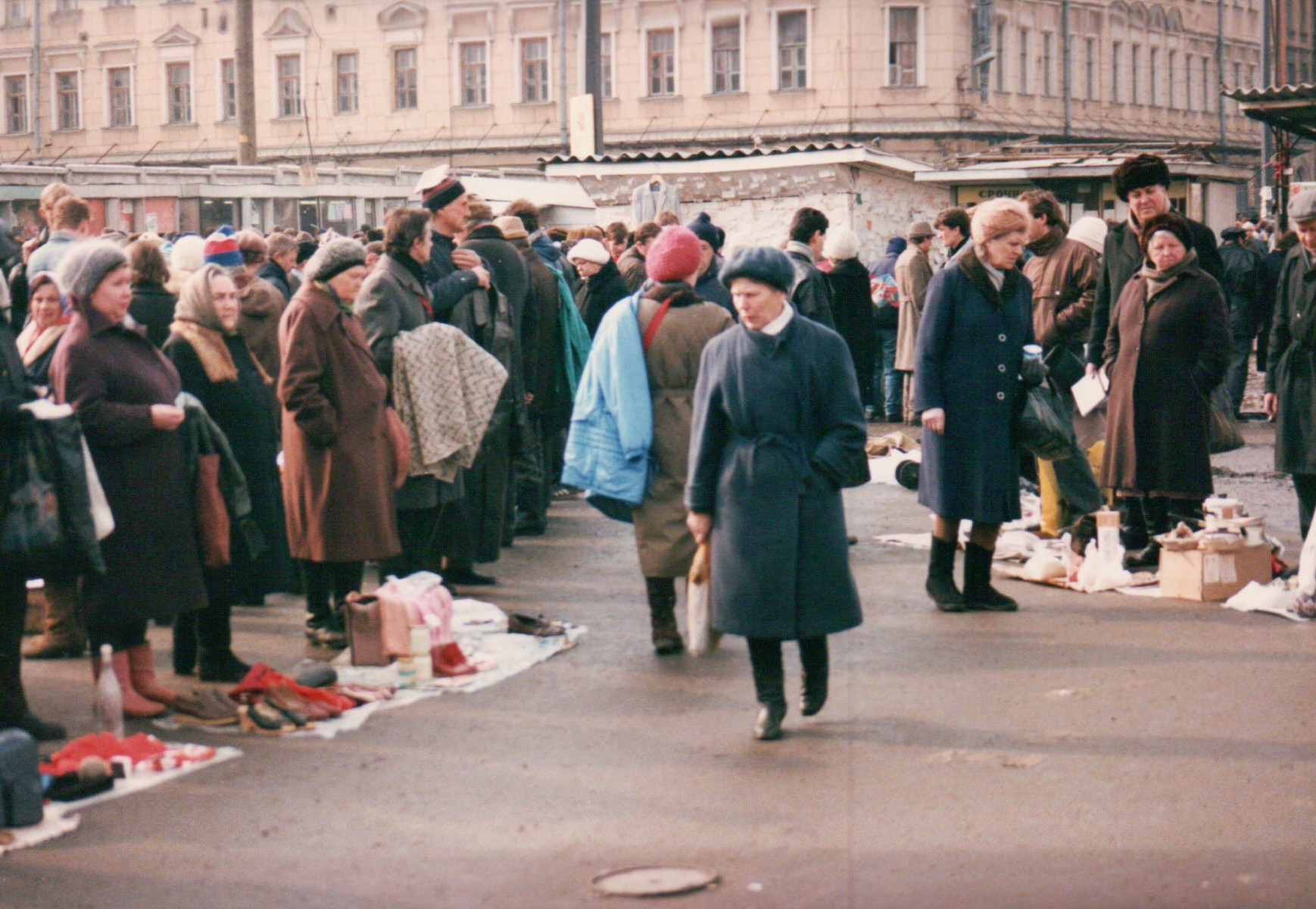
Уличный рынок в Ростове-на Дону, 1992 год

В начале 1992 года вскоре после либерализации цен в российской экономике возникли повсеместные задержки денежных платежей и, как следствие, образовалась огромная сумма задолженности юридических лиц друг другу. К июню 1992 года эта задолженность достигла 2—2,5 трлн руб, оказавшись сопоставимой с доходной частью федерального бюджета. Следствием неплатежей являлись стремительный рост задолженности по зарплатам (зарплаты выдавались денежными суррогатами), неперечисление налогов в госбюджет и угроза остановки жизнеобеспечивающих производств (водоснабжения, транспорта, электроэнергетики и т. п.). Таким образом, проблема неплатежей стала одним из главных факторов, определявших в то время экономическую ситуацию в России.
Осознав крайнюю остроту ситуации, в апреле-мае 1992 года федеральные власти начали смягчение финансовой и монетарной политики, что заключалось в основном в возобновлении кредитования предприятий. Однако этих мер оказалось недостаточно, и неплатежи продолжали нарастать. В августе—сентябре 1992 года по инициативе нового руководства ЦБ РФ проводится крупномасштабная акция по снижению уровня задолженности в экономике: на основе кредитной эмиссии в размере 1 трлн рублей были проведены взаимозачёты долгов предприятий. Эта мера позволила пополнить оборотные средства предприятий, приостановить благодаря этому падение производства и уменьшить объём неплатежей, сняв на время остроту проблемы. Однако, поскольку пополнение оборотных средств происходило в условиях свободного ценообразования в разбалансированной экономике, такая большая эмиссия дала сильный инфляционный эффект, и вскоре оборотные средства вновь обесценились.
В 1992 году, после либерализации цен и попыток ужесточения денежно-кредитной политики, среди российских предприятий получил широкое распространение бартер.
Либерализация цен правительством Гайдара привела к росту цен в 26 раз. Средства населения, накопленные к 1990 году на счетах в сберкассах (реорганизованных в Сбербанк) и составлявшие на тот момент треть ВВП СССР, были заимствованы правительством СССР, а затем Российской Федерации для финансирования дефицита бюджета. За их использование Сбербанку до июня платили по ставке 5 %, которая уже в 1991 году была многократно ниже инфляции (за 1991 год 168 %). К 29 июня 1992 года её подняли до 15 %, хотя даже официальная учётная ставка Центробанка (по кредитам коммерческим банкам) в то время уже достигла 80 %. К 22 октября 1992 года ставку Минфина по кредитам Сбербанка подняли только до 45 % годовых. Таким образом, покупательная способность вкладов населения в Сбербанке на 31 декабря 1991 года (и увеличенных с 30 марта 1991 года на размер 40%-й «горбачевской компенсации» при повышении розничных цен), за год сократилась более чем на 94 %. А с момента, когда сбережения граждан были заимствованы правительством, они сохранили чуть более 2 % от своей величины (на декабрь 1990 года).
Для того, чтобы сохранить вклады населения, руководитель Центробанка Георгий Матюхин предлагал на фоне либерализации цен либерализовать и плату за деньги, то есть процентные ставки по депозитам, приблизив их к реально положительным (по отношению к инфляции) значениям. Однако эту идею не приняли, Матюхин по настоянию Е. Гайдара в июне 1992 года был уволен.

### 1993 год
- 26 июля — 7 августа — денежная реформа
- Октябрь — банковский кризис[3]

В декабре 1993 года общественное движение вкладчиков Сбербанка вынудило президента России Бориса Ельцина издать указ о начислении единовременных компенсаций по вкладам в 3-кратном размере по сравнению с остатками на счетах на 1 января 1992 года. Эта сумма явно не покрывала потерь, однако и эта выплата была отложена на год, а затем сделана не была.

### 1994 год
- 11 октября — обвальное падение курса рубля по отношению к доллару США («чёрный вторник»)

Осенью 1994 года российские угольные, нефтяные, электроэнергетические, металлургические компании и железнодорожники заключили соглашение о временной заморозке цен на свою продукцию в рамках операций между этими отраслями. Эта договорённость способствовала снижению темпов инфляции в стране.

### 1995 год
Госдума РФ сделала при противодействии правительства следующий шаг навстречу вкладчикам Сбербанка, приняв 24 февраля 1995 года Федеральный закон «О восстановлении и защите сбережений граждан Российской Федерации», который касался:
- вкладов в Сберегательный банк РФ, сделанных до 20 июня 1991 года,
- накопительных вкладов в организации государственного страхования Российской Федерации (ранее Госстрах СССР), сделанных в период до 1 января 1992 года;
- государственных ценных бумаг СССР и РСФСР, размещение которых производилось на территории РСФСР в период до 1 января 1992 года.

Замороженные сбережения граждан были объявлены государственным внутренним долгом Российской Федерации, гарантированным государственной собственностью и всеми активами, находящимися в распоряжении правительства. Было разъяснено, что ценность сбережений граждан определяется покупательной способностью валюты СССР в 1990 году, «исходя из стоимости фиксированного набора основных потребительских товаров и услуг, включающего рацион питания, товары и услуги, обеспечивающие нормальное физиологическое существование человека».
Замороженные сбережения граждан были объявлены целевыми долговыми обязательствами (ЦДО) и должны были индексироваться ежемесячно правительством по мере роста стоимости минимальной потребительской корзины. При этом порядок возврата средств ЦДО определён не был, никакие ЦДО не выпускались и не индексировались.
- Август — банковский кризис[3]
- Декабрь — принят закон «Об акционерных обществах»

Проведены знаменитые залоговые аукционы.

### 1996 год
В мае 1996 года вышел президентский указ Ельцина о компенсации вкладов населения в 1000 раз (что было в 2,5 раза меньше размера инфляции с июня 1991 года) и разрешении выдать со вкладов предварительные компенсации в размере 1000 рублей лицам, которым на момент заморозки вкладов было по 75 лет. Далее возраст тех, кому разрешалось выдать 1000 рублей, ежегодно понижался (к 2009 году эту сумму смогли получить те, кому в 1991-м было 25 лет). С 1998 года наследникам стали выдавать с замороженных вкладов компенсации на похороны наследодателя.

### 1997 год
- 4 августа — указ президента России Б. Н. Ельцина «Об изменении нарицательной стоимости денежных знаков и масштаба цен»

В конце 1997 года ускорились негативные процессы в сфере финансов: выросли ставки процентов по государственным ценным бумагам и межбанковским кредитам, а также произошло резкое снижение стоимости российских корпоративных ценных бумаг. Так, в III квартале 1997 года средний доход по ГКО на вторичном рынке равнялся 19 %, а в IV квартале — 26,3 %. В III квартале 1997 года средняя ставка по однодневным рублёвым кредитам на московском межбанковском рынке составляла 16,6 %, в IV квартале — 25,2 %.

### 1998 год
- 1 января — 1000-кратная деноминация рубля.

В 1998 году доля бартерных операций в российской экономике поднялась до 51 %.
В I квартале 1998 года средний доход по ГКО на вторичном рынке равнялся 29,1 %, во II квартале — 49,2 %. В I квартале 1998 года средняя ставка по однодневным рублёвым кредитам на московском межбанковском рынке составляла 26,8 %, во II квартале — 44,4 %.
К августу 1998 года власти утратили ресурсы для финансирования краткосрочного госдолга и удержания курса рубля. 17 августа 1998 года был объявлен дефолт по внутренним обязательствам (ГКО, ОФЗ) и фактически объявлено об отказе поддерживать курс рубля. Это означало крах макроэкономической политики, проводившейся с 1992 года. В результате финансового кризиса российская экономика получила тяжелейший удар, следствием чего стало резкое обесценивание рубля, спад производства, значительный рост инфляции, падение уровня жизни населения.

### 1999 год
Спад российской экономики, произошедший в 1998 году, был кратковременным и вскоре сменился масштабным экономическим ростом. Переход от спада к росту объясняется комплексом причин:
- Рост цен на мировом рынке на товары российского экспорта, прежде всего на нефть, нефтепродукты и на природный газ[3].
- Позитивные изменения в макроэкономической политике[3].
  - Во-первых, возобновление экономического роста было признано более важным приоритетом, чем сдерживание инфляции[3].
  - Во-вторых, было признано неэффективным использование завышенного курса рубля как средства сдерживания инфляции, формирование курса рубля фактически стало рыночным[3].
  - В-третьих, были предприняты меры по ликвидации задержек по пенсиям, пособиям и зарплатам, а государство практически полностью отказалось от имевшей место до этого практики неисполнения своих финансовых обязательств перед подрядчиками по госзаказам и перед бюджетными организациями[3].
  - В-четвёртых, было принято решение об отказе от восстановления рынка финансовых гособязательств, поскольку было признано, что покрытие дефицита бюджета за счёт масштабных займов создаёт значительные риски экономической стабильности[3].
  - В-пятых, в конце 1998 года и в 1999 году власти успешно применили регулирование цен естественных монополистов как экономический рычаг и до начала 2000 года темп роста цен на продукцию естественных монополий был значительно ниже среднего темпа роста цен в экономике[3].
- Снижение средней реальной зарплаты у наёмных работников и снижение прочих денежных доходов населения[3].
- Наличие большого объёма законсервированных производственных ресурсов, появившегося в период глубокого экономического спада в 1990-е годы[3]. Когда в конце 1990-х годов спрос на российском рынке стал расти, значительная часть ранее простаивавших мощностей была введена в действие, что не потребовало сколько-нибудь больших капиталовложений[3].

## Промышленность

### Нефтяная промышленность
В ноябре 1991 года зарегистрирован концерн «Лангепас-Урай-Когалымнефть» при Минтопэнерго.
В апреле 1993 года были созданы акционерные общества открытого типа «Сургутнефтегаз», Лукойл и ЮКОС.
В мае 1994 года был зарезан директор АО «Нефтебур» Олег Литвинов.
В сентябре 1994 года был убит коммерческий директор компании «Нефть Самары» Юрий Шебанов.
В апреле 1995 года президент России Борис Ельцин подписал указ «О первоочередных мерах по совершенствованию деятельности нефтяных компаний».
В августе 1995 года была учреждена Тюменская нефтяная компания.
В конце августа 1995 года Борис Ельцин подписал указ «Об образовании Сибирской нефтяной компании».

### Газовая промышленность
5 ноября 1992 года Борис Ельцин подписал указ № 1333 «О преобразовании государственного газового концерна „Газпром“ в РАО „Газпром“». Этим же указом был создан Фонд стабилизации и развития. 1 апреля 1996 года этот фонд был упразднён.
6 декабря 1993 году указом Бориса Ельцина № 2116 «Газпром» был освобождён от уплаты импортных пошлин на оборудование, материалы и другие товары, приобретаемые «для стабилизации и развития газовой промышленности». 6 марта 1995 года указом Бориса Ельцина № 244 «О признании утратившими силу и об отмене решений Президента Российской Федерации в части предоставления таможенных льгот» «Газпром» лишается этой таможенной льготы.
В июле 1995 года «Газпром» перевёл свои счета в валюте из Внешторгбанка и банка «Империал» в Газпромбанк.

### Химическая промышленность
В 1991 году в Москве открылась Биржа химических товаров.
В 1992 году инвестиции в химическую промышленность упали на 70 %, объёмы экспорта химической продукции — на 44 %. В 1992 году Евросоюз вводит антидемпинговые пошлины на минеральные удобрения из России. В 1992 году был приватизирован завод «Акрон».

### Чёрная металлургия
В июне 1991 года создано ЗАО «Биржа металлов».
В августе 1991 года создано ЗАО «Металлургическая инвестиционная компания».
В марте 1994 года на всероссийский чековый аукцион выставлены акции Череповецкого металлургического комбината.
16 февраля 1996 года бывший гендиректор КМК Н. Фомин при поддержке группы МИКОМ захватывает здание заводоуправления и не пускает на работу его руководителя Е. Браунштейна.
В мае 1996 года генеральным директором «Северстали» становится Алексей Мордашов.
В октябре 1998 года правительство США начало антидемпинговое расследование в отношении производителей горячекатаного проката в России.

## Железнодорожный транспорт
В 1990-х годах практически не строилось новых железных дорог, ухудшилось состояние вокзалов, пригородных поездов и поездов дальнего следования. В середине 1990-х годов рентабельность железнодорожных перевозок МПС упала до отрицательных значений.
В 1998 году была сформулирована первая концепция реформы отрасли («Концепция структурной реформы федерального железнодорожного транспорта»). Она предусматривала создание акционерного общества «РЖД» под эгидой министерства и не обещала разгосударствление отрасли.

## Связь

### Сотовая связь
Сотовая связь начала внедряться в России с 1990 года, коммерческое использование началось с 9 сентября 1991 года, когда в Санкт-Петербурге компанией «Дельта Телеком» была запущена первая в СССР сотовая сеть (работала в стандарте NMT-450). К июлю 1997 года общее число абонентов в России составило около 300 тыс.

### Интернет
В январе 1990 года начинает работу общественная организация «Гласнет», созданная при участии американской «Ассоциации за прогрессивные коммуникации». Организация обеспечивает использование Интернета в СССР в нескольких образовательных и общественных проектах, предоставляя соединение на базе каналов «Совам Телепорт».
Лето 1990 года — специалисты «Демоса» разрабатывают и внедряют систему электронной почты с использованием адресации сети Интернет для компьютеров, соединяемых телефонными каналами связи. Так образовывается первая компьютерная сеть союзного масштаба «Релком» (датой основания считается 1 августа). В первых рядах к ней подключаются компьютеры в научных учреждениях Москвы, Ленинграда, Новосибирска, Киева.
19 сентября 1990 года — «Релком» и «Демос» от имени Soviet Unix Users Group (SUUG) с помощью Петри Ойала регистрируют домен .su (SU, англ. Soviet Union — Советский Союз). Тем временем к «Релкому» присоединяются всё новые пользователи из разных городов СССР, в том числе на коммерческой основе.
1990—1991 годы — появление почти в каждом крупном городе СССР узлов сети Релком.
1990—1993 годы — зарождается российский рынок интернет-провайдеров, первые участники — Demos Plus, Techno, GlasNet, SovAm Teleport, EUnet/Relcom, X-Atom, FREEnet. Начинается массовое использование протокола TCP/IP. Организуется несколько «выделенных» каналов на Запад, в том числе оптический и спутниковый (через Эстонию, Финляндию и Америку).
7 апреля 1994 года — международный сетевой центр InterNIC официально зарегистрировал национальный домен .ru для Российской Федерации.
Апрель 1995 года — создаётся первый сайт офлайнового СМИ в Интернете — «Учительской газеты».
18 января 1996 года — в Санкт-Петербурге открыто первое интернет-кафе — «Тетрис».
26 сентября 1996 года — создана первая российская поисковая система «Rambler». Разработчик системы — Дмитрий Крюков.

## Финансы

### Российский рубль
Современный российский рубль фактически появился в декабре 1991 года параллельно с советским рублём, который оставался в обращении до сентября 1993 года.
С целью защиты экономики от потока денежной массы из стран постсоветского пространства, которые уже ввели собственные валюты, и удержания инфляции, с 26 июля по 7 августа 1993 года в России была проведена денежная реформа, в ходе которой из обращения были выведены банкноты всех предыдущих выпусков, а единственным законным средством платежа признавались билеты Банка России образца 1993 года. Монеты, выпущенные с 1961 по 1992 год, также оставались законными средствами платежа, но вследствие высокой инфляции практически исчезли из обращения.
С 1995 года началась постепенная замена банкнот образца 1993 года на банкноты новой серии, с изменённым оформлением и улучшенными элементами защиты, а в 1998 году была проведена деноминация (1000:1). Оформление банкнот новой серии полностью соответствовало таковому у банкнот 1995 года, был лишь сокращён (на три порядка) номинал и изменены элементы защиты. Также с 1 января 1998 года в обращение были введены монеты номиналом от 1 копейки до 5 рублей, с 1999 года начали чеканиться памятные монеты.

### Государственные облигации
Объём размещения ГКО-ОФЗ:
- 1995 год — 159,5 млрд рублей;
- 1996 год — 430,5 млрд рублей;
- 1997 год — 502,0 млрд рублей.

### Доходы населения

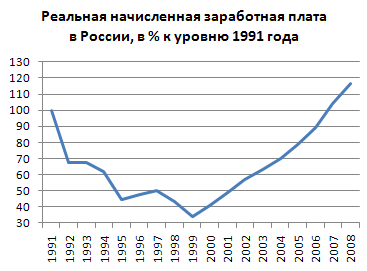
Динамика реальной начисленной заработной платы в России в 1991—2008 годах, в % к уровню 1991 года

В 1990-е годы уровень жизни большинства населения определялся величиной заработной платы и социальных выплат. За годы проведения рыночных реформ 1990-х годов реальные доходы населения России снизились более чем в два раза до показателей 60—70-х годов, при этом произошло ухудшение большинства показателей уровня и качества жизни.

#### Заработная плата
Исследователи отмечали, что уровень и структура заработной платы не обеспечивали для абсолютного большинства работающих полного или хотя бы приемлемого возмещения затраченной ими рабочей силы. По оценке Госкомстата, к концу 1995 года средний уровень реальной заработной платы упал примерно до 34 % от уровня, существовавшего до начала реформ (январь 1992 года). Академик Д. Львов приводил данные, согласно которым среднемесячная заработная плата в сопоставимых ценах в 1991 году составляла 598 рублей в месяц, а в 1998 году — только 198 рублей, то есть произошло её снижение в 3 раза. Наибольшее падение реальной заработной платы произошло в 1995 и 1998 годах.
Одной из острейших проблем были массовые невыплаты зарплат. Согласно данным Госкомстата, на конец июля 1997 года объём задолженности по выплате заработной платы, за который ответственно государство, составлял 11,4 трлн руб. Вместо Билетов Банка России зарплаты выдавались денежными суррогатами. В эту цифру не были включены данные по задолженности военным и некоторым другим категориям работников, и их включение повышало размер задолженности примерно до 20 трлн руб. Общая задолженность по зарплате на начало 1997 года (согласно данным Госкомстата) составила примерно 50 трлн руб.

#### Пенсии
В 1990-х годах происходит реформа пенсионной системы и пенсии начинают платить из взносов предприятий в Пенсионный фонд (ПФ). По закону 1990 года для предприятий тариф взносов в ПФ был установлен в 28 % от фонда оплаты труда, а для работников в 1 % от заработной платы. В декабре 1991 года был создан Пенсионный фонд России. В первые годы из-за роста цен размер пенсий постоянно увеличивали. Но несмотря на увеличение пенсий в 1992—1994 годах доходы ПФ устойчиво превышали расходы по двум причинам: во-первых тарифы для предприятий ежегодно пересматривались на основе ожидаемых расходов ПФ, а во-вторых собираемость пенсионных взносов в тот период была высокой из-за ещё не распространённой практики уклонения от налогов и сборов. Увеличение количества пенсионеров при одновременном сокращении числа работающих, а также рост неплательщиков среди предприятий из-за финансового кризиса вынудил для покрытия дефицита ПФ держать тарифы взносов в ПФ на уровне 29 % в середине 1990-х годов. В результате таких высоких тарифов усилилось уклонение предприятий от взносов в ПФ: так, по оценкам Г. А. Яременко, фактическая ставка отчислений в ПФ (рассчитываемая как отношение фактического объёма страховых взносов, поступивших в ПФ, к фонду начисленной заработной платы всех занятых в экономике) составила в 1996 году всего 18 %.
Размеры пенсий не обеспечивали прожиточного минимума. Во второй половине 1997 года — первой половине 1998 года размер пенсии колебался в пределах 75—80 % прожиточного минимума пенсионера. В июле 1999 года с учётом сложившейся дифференциации пенсий минимальная пенсия с компенсацией составила 44 % прожиточного минимума пенсионера.
Невыплаты пенсий стали массовым явлением наряду с невыплатами зарплат. К началу 1997 года задолженность по пенсиям достигла 17 трлн неденоминированных рублей.

#### Конфискация вкладов в Сбербанке
Сбережения населения СССР в Сбербанке на 1990 год составляли 369 млрд руб., или более трети ВВП. С началом инфляционных процессов в 1991 году их доля в ВВП снизилась до чуть более четверти, однако за два последующих года были фактически полностью уничтожены.
В 1990 году средства на счетах в Сбербанке СССР Совет министров СССР под руководством Н. И. Рыжкова изъял и направил на финансирование дефицита бюджета Союза ССР, возникшего из-за внедрения рыночных элементов в плановую экономику и отмены монополии внешней торговли.
15 апреля 1991 года руководитель Госбанка СССР Виктор Геращенко сообщил правительству, что за использование кредитных ресурсов (в том числе полученных от Сбербанка) будет начисляться плата в размере 5 % годовых, тогда как годовая инфляция достигала уже 95 %. Уже тогда реальная процентная ставка за пользование сбережений граждан стала резко отрицательной, а к концу 1991 года индекс потребительских цен в России подскочил до 168 %, ещё больше увеличив разрыв между номинальной ставкой по займам и инфляцией.
Либерализация цен правительством Гайдара 2 января 1992 года подстегнула в 1992 году индекс инфляции до 2608 %. При этом за средства, заимствованные правительством у Сбербанка, на 10 апреля 1992 года платили по прежней ставке — 5 %. К 29 июня 1992 года её подняли до 15 %, хотя даже официальная учётная ставка Центробанка (по кредитам коммерческим банкам) уже достигла 80 %. К 22 октября 1992 года ставку Минфина по кредитам Сбербанка подняли только до 45 % годовых. Таким образом, покупательная способность вкладов населения в Сбербанке на 31 декабря 1991 года (и увеличенных с 30 марта 1991 года на размер 40%-й «горбачевской компенсации» при повышении розничных цен), за год сократилась более чем на 94 %. А с момента, когда сбережения граждан были заимствованы правительством, они сохранили чуть более 2 % от своей величины (на декабрь 1990 года).

#### Расслоение по доходам
В 1990-х годах произошёл резкий рост дифференциации доходов населения России. Если в 1991 году разрыв в доходах между 10 % самых богатых и 10 % самых бедных составлял 4,5, то к концу 1995 года он увеличился до 13,5 раз.

### Налоги
В 1992—1993 годах большинство российских предприятий не стремились уклоняться от уплаты налогов. Нередко руководство предприятий не предпринимало даже совершенно законные меры с целью снижения объёма выплачиваемых налогов. Со второй половины 1993 года, потеряв надежду на снижение налогового бремени, предприятия начали поиск способов уклонения от уплаты налогов.
1 января 1994 года были повышены ставки налогов. Это стало одним из последних аргументов для предприятий в пользу массового отказа от налоговой законопослушности. Ранее других от налогов стали уходить небольшие негосударственные предприятия. Для ухода от налогов использовались самые различные методы:
- Группа предприятий в регионе регистрировала финансовую компанию, в уставной капитал которой вносилась вся готовая продукция этих предприятий. Это означало, что предприятие, производя свою продукцию, не имея реализации и формально являясь убыточной, соответственно не платило налог на прибыль и НДС.
- Чтобы уменьшить выплаты по налогу на прибыль, предприятия старались увеличить отчётную долю издержек. Самым простым способом увеличения отчётных издержек было увеличение фонда зарплаты, для чего многие фирмы выписывали заработную плату на множество «мёртвых душ» (лиц, числившихся в списках работников, но реально не работавших).
- Чтобы уменьшить налогообложение фонда оплаты труда, предприятия платили часть денег своим работникам под видом возврата медицинской страховки через страховые компании, под видом материальной помощи и т. п.
- Чтобы уйти от налога на прибыль, фирмы регистрировались в качестве малых предприятий, которые согласно тогдашнему законодательству не платили этого налога в течение первых двух лет с момента своей регистрации, а также имели другие налоговые льготы. После истечения двух лет предприятие ликвидировалось и вновь регистрировалось уже под новым названием, получая право на очередной двухлетний срок налоговых льгот.
- Многие фирмы пользовалось услугами различных общественных организаций, имевших законодательные привилегии: «церковных организаций», «чернобыльцев», «спортсменов», «афганцев», «инвалидов» и т. п. Чтобы уменьшить свои издержки, фирмы проводили свои операции (в том числе внешнеторговые) не самостоятельно, а через такие организации.
- Широкое распространение получила минимизация отчислений налогов за счёт занижения фирмами реального финансового оборота с помощью различных методов. Одним из методов были бартерные сделки, при которых продукция обменивалась по сильно заниженным ценам. Другим методом было широкое использование взаимозачётов.
- Многие фирмы занижали свой реальный доход от внешнеторговых сделок. Например, при экспорте в налоговых отчётах указывалась сильно заниженная по сравнению с фактической цена товара, а неучтённая прибыль оседала на счёте предприятия в каком-нибудь иностранном банке. Другим способом снижения налогов при внешнеторговых операциях была регистрация за рубежом полностью подконтрольной фирмы, которой российское предприятие поставляло свою продукцию по заниженной цене, а та, в свою очередь, перепродавала продукцию реальному иностранному покупателю по обычной рыночной цене. Подобные внешнеторговые сделки приводили также к масштабной утечке капиталов из России.
- Примерно с 1993 года многие фирмы стали уходить от налогов с помощью широкого использования наличных денег для расчётов со своими партнёрами. Значительная часть этого оборота скрывалась от правоохранительных органов, поэтому в обиходе наличные средства, применявшиеся для таких операций, называли «чёрным налом». На наличных операциях был построен практически весь «челночный» бизнес[3].

Последствия массового уклонения от уплаты налогов в 1990-е годы были двоякими. С одной стороны, уходя от налогов, фирмы сохраняли дополнительный финансовые ресурсы, которые были нужны для поддержания производства, а значит, этот процесс противодействовал спаду производства. Кроме того, уменьшалась налоговая составляющая в стоимости продукции и фирмы могли продавать её дешевле. Следовательно, это уменьшало инфляционную динамику в экономике и облегчало проблемы сбыта у фирм. С другой стороны, беспорядок в налогообложении подрывал стабильность в финансово-бюджетной сфере экономики России, сокращал возможности для государственных инвестиций и финансирования бюджетной сферы, снижал эффективность макроэкономических мероприятий.
В 1990-е годы власти использовали только один путь решения проблем налогообложения — ужесточения налоговых законов и усиление давления налоговых органов на фирмы. Однако каждый раз фирмы находили новые способы противодействия этой политике и продолжали уклоняться от налогов. Это говорит о том, что уровень налогообложения в 1990-е годы был завышенным и неприемлемым для фирм.

### Отраслевые внебюджетные фонды
В первой половине 1990-х годов решениями правительства России было сформировано несколько внебюджетных фондов, целью которых была заявлена поддержка отдельных отраслей российской экономики (газовой, угольной и других). К 1994 году общий объём финансов, аккумулированных такими фондами, стал сопоставим с доходами государственного федерального бюджета.
По требованию МВФ, добивавшегося консолидации всех госфинансов в бюджете, правительство стало осуществлять курс на ликвидацию отраслевых фондов. В 1996 году фонды были упразднены.

## Внешняя торговля
В 1992 году экспорт из России составил 46 млрд долларов. По оценкам ЦБ РФ, в 1992 году в Россию не вернулось около 60 % валютной выручки от экспорта, в 1993 году — около 35 %, в 1994 году — около 12 %.
В феврале 1993 года «Газпром» приостанавливает поставки газа на Украину из-за неуплаты. Ограничение поставок продлилось сутки. На тот момент долг Украины за газ составлял более 138 млрд рублей. В ответ на угрозы со стороны российских властей украинские власти отвечают, что перекроют транзитные газопроводы, по которым Россия ведёт поставки газа в Западную Европу.
В марте 1994 года «Газпром» приостанавливает поставки газа на Украину. На тот момент долг Украины за газ превышает 1 трлн рублей. «Газпром» потребовал решения проблемы долга за счёт передачи России части имущественных прав на украинские газопроводы и предприятия. 10 марта, в ходе российско-украинских переговоров, было принято решение о продолжении поставок газа на Украину. Причём украинская сторона приняла на себя обязательство в течение месяца предоставить график погашения долгов за газ. Хотя график так и не был предоставлен, по политическим причинам Украину не отключили от газа.
В середине 1990-х годов объём импорта, осуществляемый челноками, составлял около 10 млрд долларов в год — согласно данным Госкомстата, в 1994 году он составлял 8,2 миллиарда долларов, а в 1995-м этот объём превысил 10 миллиардов долларов, что составляло 20 % всего российского импорта, при этом весь импорт России из стран дальнего зарубежья составил 33 миллиарда долларов.
В 1993—1995 годах около половины импортной алкогольной продукции, реализуемой в России, было ввезено контрабандным путём.
В 1996 году пошлины на импорт газовых труб были уменьшены в 4 раза.

## Экономическая политика
Многие цели и методы экономической политики властей, проводившейся в 1990-е годы, формировались, исходя из указаний международных финансовых организаций, в первую очередь МВФ.
Макроэкономическая политика, проводившаяся в 1995—1998 годах, была в целом неудачной. Её следствием стали, в частности, спад производства и значительный отток капитала из страны. В августе 1998 года было объявлено о дефолте по российским гособязательствам и об отказе поддерживать курс рубля, что означало крах экономической политики, проводившейся с 1992 года. Экономика получила тяжёлый удар, в частности, произошёл резкий спад производства и доходов населения, всплеск инфляции. Однако спад, хотя и тяжёлый, был кратковременный и вскоре сменился экономическим ростом. В числе факторов перехода к росту были изменения в экономической политике властей, произошедшие после дефолта.

### Антиинфляционная политика
Особенности антиинфляционной политики 1995—1998 годов:
- В качестве основной антиинфляционной меры использовалось сокращение денежного предложения, в том числе за счёт массовых невыплат зарплат и пенсий (зарплаты выдавались денежными суррогатами, которые заполняли денежное обращение) ;
- Применение завышенного курса рубля с целью сокращения инфляции.

Хотя темпы инфляции снизились, это не привело к росту инвестиций и запуску процесса модернизации экономики. Государство, применяя сомнительные методы противодействия инфляции и превратившись в крупнейшего нарушителя финансовых обязательств, внесло большой вклад в поддержку высокого уровня недоверия в экономике, что сильно препятствовало инвестиционной активности. Следствием применения завышенного курса рубля стало снижение конкурентоспособности отечественных производителей. Следствием чрезмерного снижения денежного предложения — бартеризация экономики, массовые неплатежи и т. п. явления.

### Бюджетная политика
Особенности бюджетной политики 1995—1998 годов:
- Финансирование дефицита госбюджета за счёт наращивания государственного долга. Причём объёмы привлечения денежных средств постоянно увеличивались. Так, объём размещения ГКО-ОФЗ вырос со 160 млрд рублей в 1995 году до 502 млрд рублей в 1997 году. Нужный объём спроса на государственные ценные бумаги поддерживался за счёт сохранения относительно высоких ставок процентов, а также за счёт привлечения спекулятивного иностранного капитала. Ориентация на последний потребовала снятия большей части ограничений на вывоз капитала.
- Сохранение высоких налоговых ставок для поддержания доходов госбюджета.

Финансирование бюджетного дефицита за счёт заимствований на финансовых рынках имело ряд негативных последствий для экономики. В частности, высокая прибыльность операций с государственными ценными бумагами оттягивала финансовые ресурсы из реального сектора экономики в финансовый сектор. Ориентация расходов госбюджета на рефинансирование государственных ценных бумаг значительно сужала возможности государства по поддержанию социальной сферы и экономики страны. Кроме того, резкий рост госдолга приводил к значительному увеличению рисков, связанных с колебаниями курсов ценных бумаг и курса российского рубля. А либерализация международных операций с валютой ослабляла защиту экономики страны от внешнего давления на российский рубль и от утечки капиталов.

## Население
Распад СССР и последовавшая смена экономической модели привели к катастрофическому падению ВВП в бывших социалистических республиках в период с 1990-го по 1996 год. Уровень ВВП в России и Украине к 1996 году был наполовину или меньше по сравнению с десятилетием ранее, а в Грузии ВВП снизился до одной пятой от уровня середины 1980-х годов.
| Страна                                                                                | Реальный ВВП в 1995, в %% к уровню 1985 | Изменение в ожидаемой продолжительности жизни, лет |
| ------------------------------------------------------------------------------------- | --------------------------------------- | -------------------------------------------------- |
| Армения                                                                               | -62                                     | -1.1                                               |
| Беларусь                                                                              | -39                                     | -2.9                                               |
| Грузия                                                                                | -82                                     | -                                                  |
| Казахстан                                                                             | -55                                     | -                                                  |
| Киргизия                                                                              | -50                                     | -3.2                                               |
| Россия                                                                                | -45                                     | -5.9                                               |
| Таджикистан                                                                           | -60                                     | -1.0                                               |
| Туркменистан                                                                          | -40                                     | -0.2                                               |
| Украина                                                                               | -54                                     | -2.4                                               |
| Узбекистан                                                                            | -17                                     | 0.0                                                |
| Источники: UNDP Poverty Report, 1998 (New York), UNDP Poverty Report, 2000 (New York) |                                         |                                                    |

Ежегодная смертность трудоспособного населения с 1990 по 1992 годы возросла почти с 49 до 58 человек на тысячу, а в 1994 году достигла 84 человек в год на тысячу населения. Средняя продолжительность жизни мужчин в России снизилась почти на 6 лет. При резком росте смертности общая численность населения России показала абсолютную убыль, что было беспрецедентной ситуацией в мирное время.